# Ptenochirus
Ptenochirus is een geslacht van vleermuizen uit de familie der vleerhonden dat voorkomt in de Filipijnen. Van de twee soorten, Ptenochirus jagori en P. minor, komt P. jagori door het hele land voor, terwijl P. minor slechts op Mindanao en een aantal eilanden ten noorden daarvan te vinden is.
Beide soorten komen algemeen voor in regenwouden. P. jagori is iets groter dan P. minor, maar de twee soorten zijn op basis van hun uiterlijk moeilijk te onderscheiden. Dit geslacht is verwant aan  soorten uit het geslacht Cynopterus.

## Soorten
Er worden drie soorten in dit geslacht geplaatst:
- Ptenochirus jagori (W. C. H. Peters, 1861)
- Ptenochirus minor Yoshiyuki, 1979
- Ptenochirus wetmorei (E. H. Taylor, 1934)

Acerodon · Aethalops · Alionycteris · Aproteles · Balionycteris · Casinycteris · Chironax · Cynopterus · Desmalopex · Dobsonia · Dyacopterus · Eidolon · Eonycteris · Epomophorus · Epomops · Haplonycteris · Harpyionycteris · Hypsignathus · Latidens · Lissonycteris · Macroglossus · Megaloglossus · Melonycteris · Micropteropus · Mirimiri · Myonycteris · Nanonycteris · Neopteryx · Notopteris · Nyctimene · Otopteropus · Paranyctimene · Penthetor · Plerotes · Ptenochirus · Pteralopex · Pteropus · Rousettus · Scotonycteris · Sphaerias · Styloctenium · Syconycteris · Thoopterus